# Marcelo Tosatti

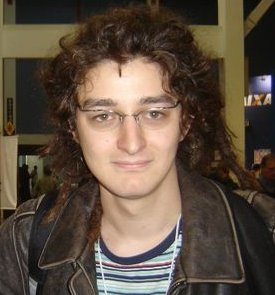
Marcelo W. Tosatti

Marcelo Wormsbecker Tosatti (* 27. Mai 1982 in Curitiba, Brasilien) ist ein Linux-Kernel-Programmierer. Er war von der Version 2.4.16 (26. November 2001) bis zur Version 2.4.33 (Juli 2006) verantwortlich für die Wartung der Kernelversionen 2.4.x, die er dann an Willy Tarreau übergab.

## Leben
Tosatti wuchs in Curitiba, Brasilien, auf. Im Alter von zwölf Jahren, als sein älterer Bruder Nei anfing, Computersysteme zusammenzustellen und zu verkaufen, begann auch er, sich verstärkt für Computer zu interessieren.
Er beschäftigte sich mit DOS und BASIC und begann sich etwas später für C zu interessieren. Er eignete sich die Sprache autodidaktisch durch Ausprobieren und Lesen verschiedener Bücher an.
1995/1996, im Alter von 14 Jahren, hatte er zum ersten Mal Zugang zum Internet und erfuhr von Linux. Er bestellte Linux FT und ersetzte damit einige Windows-NT-Server eines lokalen ISP. Kurze Zeit später bekam er ein Angebot von Conectiva und arbeitete dort sechs Jahre lang, wo er sich erstmals für die Kernelentwicklung interessierte. Er behob einige Fehler in den Versionen 2.2/2.3 und verwaltete die Kernel-RPMs von Conectiva.
Als die Version 2.4 bereit für die Veröffentlichung war, wurde allgemein angenommen, dass Linus Torvalds den Posten des Maintainers an Alan Cox abgeben werde. Da Cox sich aber entschied, sich aus der Verwaltung zurückzuziehen, schlug er Tosatti als Nachfolger vor. Anfangs war Tosatti heftig umstritten, da viele glaubten, er sei mit 18 Jahren noch zu jung, um eine solche Herausforderung anzunehmen. Durch die große Unterstützung von Torvalds und Cox konnte Tosatti aber seine Position behaupten.
2003 lernte er seine Freundin Suzana kennen und zog nach Porto Alegre um, wo er für die Cyclades Corporation arbeitete. Seit 1. Mai 2006 arbeitet er für Red Hat.